# Дамскер, Юлия Иосифовна
Юлия Иосифовна Дамскер (род. 15 января 1963, Ленинград) — российская актриса, сценарист, режиссёр кино.

## Биография
Училась на сценарном факультете ВГИКа (мастерская В. Черных, выпуск 1991 года) и в 1996—1998 годах в режиссёрской мастерской С. Соловьева и В. Рубинчика.
Состоит в Гильдии кинорежиссёров России.

## Отзывы критики
Сценарные работы Ю. Дамскер регулярно получают положительные отзывы в профильной периодике.
Журнал «Искусство кино»: 
Жюри единодушно высоко оценило картину Юлии Дамскер «Помеха» по рассказам Хармса, она оказалась единственной стильной, цельной, продуманной от начала до конца, с чувством времени и первоисточника. Почему Юлия Дамскер — способная сценаристка — пробивается на свой страх и риск в режиссуру, очень понятно и правильно, и хочется пожелать ей удачи. Спасение утопающих — дело рук самих утопающих.
О сценарии к фильму «Луной был полон сад»:
Юлия Дамскер — автор из поколения, переживающего кризис среднего возраста, когда вторая половина жизни уже лежит перед глазами,— сочинила эту романтическую историю о старых людях с типично советскими биографиями, пытаясь разглядеть в них и унаследовать то, что можно взять с собой,— культуру.
О сценарии к фильму «Детей Арбата»:
«Детей Арбата» с «Московской Сагой» сближает не только время действия, но и весьма далёкий от совершенства литературный первоисточник. Суперпрофи В. Черных и его ученица Ю. Дамскер со своим делом экранизаторов справились не в пример лучше Н. Виолиной. Не отвлекаясь от главного — любовного — мотива фильма, им удалось неназойливо, но внятно показать: тотальные репрессии не цепь случайностей, а фермент, на котором заквашивалась советская власть. 

## Фильмография

### Сценарии
1. 1993 — Маленькие человечки Большевистского переулка, или Хочу пива
2. 1993 — С Новым годом, Москва!
3. 2000 — Луной был полон сад
4. 2001 — Времена не выбирают (диалоги)
5. 2002 — Линия защиты серия «Чисто российское убийство»
6. 2004 — Дети Арбата сериал
7. 2005 — Аэропорт сериал
8. 2011 — Дорогой мой человек сериал

### Актёрские работы
1. 1993 — Маленькие человечки Большевистского переулка, или Хочу пива
2. 1993 — С Новым годом, Москва!
3. 2004 — Дети Арбата сериал

### Режиссёрские работы
1. 1998 — Песня без слов (короткометражный)
2. 2002 — Сонька — Золотая Ручка (документальный из цикла «Великие авантюристы России»)